# Timbaúba
Timbaúba este un oraș în Pernambuco (PE), Brazilia.